# Sylvie Willard
Sylvie Willard (ur. 7 sierpnia 1952, Trébeurden) – francuska brydżystka, World Grand Master w kategorii Kobiet (WBF), European Grand Master, European Champion w kategorii Kobiet (EBL).
Ma córkę Isabelle oraz syna Fabrice.
Od roku 2010 jest członkiem Komisji Czołowych Graczy WBF (Member WBF High Level Players Commission) a od roku 2011 członkiem Prezydium WBF (Member WBF Executive Council).

## Wyniki brydżowe

### Olimpiady
Na olimpiadach uzyskała następujące rezultaty:
| Olimpiady brydżowe. Zawody teamów | Olimpiady brydżowe. Zawody teamów | Olimpiady brydżowe. Zawody teamów   | Olimpiady brydżowe. Zawody teamów | Olimpiady brydżowe. Zawody teamów | Olimpiady brydżowe. Zawody teamów |
| Rok                               | Miejsce                           | Zawody                              | Kategoria                         | Drużyna                           | Pozycja                           |
| --------------------------------- | --------------------------------- | ----------------------------------- | --------------------------------- | --------------------------------- | --------------------------------- |
| 2004                              | Stambuł                           | 12 Olimpiada Teamów                 | Kobiety                           | France                            | 5                                 |
| 2002                              | Salt Lake City                    | 4 Mistrzostwa o Wielką Nagrodę MKOL | Kobiety                           | France                            | 1                                 |
| 2000                              | Maastricht                        | 11 Olimpiada Brydżowa               | Kobiety                           | France                            | 9                                 |
| 1996                              | Rodos                             | 10 Olimpiada Teamów                 | Kobiety                           | France                            | 11                                |
| 1992                              | Salsomaggiore                     | 9 Olimpiada Teamów                  | Kobiety                           | France                            | 3                                 |

### Zawody światowe
W światowych zawodach zdobyła następujące lokaty:
| Mistrzostwa Świata. Konkurencja teamów | Mistrzostwa Świata. Konkurencja teamów | Mistrzostwa Świata. Konkurencja teamów         | Mistrzostwa Świata. Konkurencja teamów | Mistrzostwa Świata. Konkurencja teamów | Mistrzostwa Świata. Konkurencja teamów |
| Rok                                    | Miejsce                                | Zawody                                         | Kategoria                              | Drużyna                                | Pozycja                                |
| -------------------------------------- | -------------------------------------- | ---------------------------------------------- | -------------------------------------- | -------------------------------------- | -------------------------------------- |
| 2012                                   | Lille                                  | 5 Otwarte Mistrzostwa Świata Teamów Mikstowych | Miksty                                 | Millicent5                             | 67                                     |
| 2011                                   | Pekin                                  | SportAccord World Mind Games                   | Kobiety                                | France                                 | 4                                      |
| 2011                                   | Veldhoven                              | 40 Mistrzostwa Świata Teamów                   | Kobiety                                | France                                 | 1                                      |
| 2010                                   | Filadelfia                             | 13 Seria Mistrzostw Świata                     | Miksty                                 | Chagas                                 | 21                                     |
| 2010                                   | Filadelfia                             | 13 Seria Mistrzostw Świata                     | Kobiety                                | Hampton                                | 4                                      |
| 2009                                   | São Paulo                              | 39 Mistrzostwa Świata Teamów                   | Kobiety                                | France                                 | 9                                      |
| 2008                                   | Pekin                                  | 1 Olimpiada Sportów Umysłowych                 | Miksty                                 | Zaleski                                | 5                                      |
| 2007                                   | Szanghaj                               | 38 Mistrzostwa Świata Teamów                   | Kobiety                                | France                                 | 4                                      |
| 2006                                   | Werona                                 | 12 Mistrzostwa Świata                          | Kobiety                                | Westheimer                             | 9                                      |
| 2005                                   | Estoril                                | 37 Mistrzostwa Świata Teamów                   | Kobiety                                | France                                 | 1                                      |
| 2002                                   | Montreal                               | 11 Mistrzostwa Świata                          | Kobiety                                | Bessis                                 | 3                                      |
| 2001                                   | Paryż                                  | 35 Mistrzostwa Świata Teamów                   | Kobiety                                | France                                 | 2                                      |
| 2000                                   | Southampton                            | 34 Mistrzostwa Świata Teamów                   | Kobiety                                | France                                 | 5                                      |
| 1998                                   | Lille                                  | 10 Mistrzostwa Świata                          | Kobiety                                | Bessis                                 | 5                                      |
| 1997                                   | Hammamet                               | 33 Mistrzostwa Świata Teamów                   | Kobiety                                | France                                 | 4                                      |
| 1995                                   | Pekin                                  | 32 Mistrzostwa Świata Teamów                   | Kobiety                                | France                                 | 3                                      |
| 1994                                   | Albuquerque                            | 9 Mistrzostwa Świata                           | Kobiety                                | Bessis                                 | 9                                      |
| 1987                                   | Ocho Rios                              | 28 Mistrzostwa Świata Teamów                   | Kobiety                                | France                                 | 2                                      |
| 1985                                   | São Paulo                              | 27 Mistrzostwa Świata Teamów                   | Kobiety                                | France                                 | 3                                      |

| Mistrzostwa Świata. Konkurencja par | Mistrzostwa Świata. Konkurencja par | Mistrzostwa Świata. Konkurencja par | Mistrzostwa Świata. Konkurencja par | Mistrzostwa Świata. Konkurencja par | Mistrzostwa Świata. Konkurencja par |
| Rok                                 | Miejsce                             | Zawody                              | Kategoria                           | Partner                             | Pozycja                             |
| ----------------------------------- | ----------------------------------- | ----------------------------------- | ----------------------------------- | ----------------------------------- | ----------------------------------- |
| 2011                                | Pekin                               | SportAccord World Mind Games        | Kobiety                             | Bénédicte Cronier                   | 3                                   |
| 2010                                | Filadelfia                          | 13 Mistrzostwa Świata               | Miksty                              | Marc Bompis                         | 87                                  |
| 2006                                | Werona                              | 12 Mistrzostwa Świata               | Kobiety                             | Véronique Bessis                    | 10                                  |
| 2006                                | Werona                              | 12 Mistrzostwa Świata               | Miksty                              | Herve Mouiel                        | 28                                  |
| 2002                                | Montreal                            | 11 Mistrzostwa Świata               | Miksty                              | Jean-Christophe Quantin             | 20                                  |
| 2002                                | Montreal                            | 11 Mistrzostwa Świata               | Kobiety                             | Bénédicte Cronier                   | 12                                  |
| 1998                                | Lille                               | 10 Mistrzostwa Świata               | Kobiety                             | Bénédicte Cronier                   | 12                                  |
| 1998                                | Lille                               | 10 Mistrzostwa Świata               | Miksty                              | Christian Mari                      | 190                                 |
| 1994                                | Albuquerque                         | 9 Mistrzostwa Świata                | Miksty                              | Herve Mouiel                        | 10                                  |
| 1994                                | Albuquerque                         | 9 Mistrzostwa Świata                | Kobiety                             | Danièle Gaviard                     | 8                                   |
| 1990                                | Genewa                              | 8 Mistrzostwa Świata                | Miksty                              | Herve Mouiel                        | 41                                  |

| Mistrzostwa Świata. Konkurencja indywidualna | Mistrzostwa Świata. Konkurencja indywidualna | Mistrzostwa Świata. Konkurencja indywidualna | Mistrzostwa Świata. Konkurencja indywidualna | Mistrzostwa Świata. Konkurencja indywidualna | Mistrzostwa Świata. Konkurencja indywidualna |
| Rok                                          | Miejsce                                      | Zawody                                       | Kategoria                                    | Pozycja                                      |                                              |
| -------------------------------------------- | -------------------------------------------- | -------------------------------------------- | -------------------------------------------- | -------------------------------------------- | -------------------------------------------- |
| 2011                                         | Pekin                                        | SportAccord World Mind Games                 | Kobiety                                      | 11                                           |                                              |
| 2004                                         | Werona                                       | 6 Indywidualne Mistrzostwa Świata            | Kobiety                                      | 14                                           |                                              |
| 1998                                         | Ajaccio                                      | 4 Indywidualne Mistrzostwa Świata            | Kobiety                                      | 18                                           |                                              |
| 1996                                         | Paryż                                        | 3 Indywidualne Mistrzostwa Świata            | Kobiety                                      | 19                                           |                                              |
| 1994                                         | Paryż                                        | 2 Indywidualne Mistrzostwa Świata            | Kobiety                                      | 25                                           |                                              |

### Zawody europejskie
W europejskich zawodach zdobyła następujące lokaty:
| Zawody europejskie. Konkurencja teamów | Zawody europejskie. Konkurencja teamów | Zawody europejskie. Konkurencja teamów | Zawody europejskie. Konkurencja teamów | Zawody europejskie. Konkurencja teamów | Zawody europejskie. Konkurencja teamów |
| Rok                                    | Miejsce                                | Zawody                                 | Kategoria                              | Drużyna                                | Pozycja                                |
| -------------------------------------- | -------------------------------------- | -------------------------------------- | -------------------------------------- | -------------------------------------- | -------------------------------------- |
| 2012                                   | Dublin                                 | 51. Mistrzostwa Europy Teamów          | Kobiety                                | France                                 | 2                                      |
| 2011                                   | Poznań                                 | 5. Otwarte Mistrzostwa Europy          | Kobiety                                | Cronier                                | 3                                      |
| 2011                                   | Poznań                                 | 5. Otwarte Mistrzostwa Europy          | Miksty                                 | Zimmermann                             | 1                                      |
| 2010                                   | Ostenda                                | 50 Mistrzostwa Europy Teamów           | Kobiety                                | France                                 | 1                                      |
| 2009                                   | San Remo                               | 4 Otwarte Mistrzostwa Europy           | Kobiety                                | Dinkin                                 | 9                                      |
| 2009                                   | San Remo                               | 4 Otwarte Mistrzostwa Europy           | Miksty                                 | Zaleski                                | 9                                      |
| 2008                                   | Pau                                    | 49 Mistrzostwa Europy Teamów           | Kobiety                                | France                                 | 1                                      |
| 2007                                   | Antalya                                | 3 Otwarte Mistrzostwa Europy           | Miksty                                 | Mouiel                                 | 9                                      |
| 2006                                   | Warszawa                               | 48 Mistrzostwa Europy Teamów           | Kobiety                                | France                                 | 1                                      |
| 2005                                   | Teneryfa                               | 2 Otwarte Mistrzostwa Europy           | Miksty                                 | Levy                                   | 5                                      |
| 2005                                   | Teneryfa                               | 2 Otwarte Mistrzostwa Europy           | Kobiety                                | d'Ovidio                               | 1                                      |
| 2004                                   | Malmö                                  | 47 Mistrzostwa Europy Teamów           | Kobiety                                | France                                 | 3                                      |
| 2003                                   | Mentona                                | 1 Otwarte Mistrzostwa Europy           | Kobiety                                | Luis Vuitton                           | 5                                      |
| 2003                                   | Mentona                                | 1 Otwarte Mistrzostwa Europy           | Miksty                                 | Mouiel                                 | 5                                      |
| 2002                                   | Salsomaggiore                          | 46 Mistrzostwa Europy Teamów           | Kobiety                                | France                                 | 11                                     |
| 2002                                   | Ostenda                                | 7 Mistrzostwa Europy Mikstów           | Miksty                                 | Willard                                | 9                                      |
| 2000                                   | Bellaria                               | 6 Mistrzostwa Europy Mikstów           | Miksty                                 | Tissot                                 | 4                                      |
| 1999                                   | Malta                                  | 44 Mistrzostwa Europy Teamów           | Kobiety                                | France                                 | 3                                      |
| 1995                                   | Vilamoura                              | 42 Mistrzostwa Europy Teamów           | Kobiety                                | France                                 | 1                                      |
| 1994                                   | Barcelona                              | 3 Mistrzostwa Europy Mikstów           | Miksty                                 | Mouiel                                 | 3                                      |
| 1992                                   | Ostenda                                | 2 Mistrzostwa Europy Mikstów           | Miksty                                 | Koumetz                                | 11                                     |
| 1991                                   | Killarney                              | 40 Mistrzostwa Europy Teamów           | Kobiety                                | France                                 | 6                                      |
| 1990                                   | Bordeaux                               | 1 Mistrzostwa Europy Mikstów           | Miksty                                 | Allouche-Gavia                         | 12                                     |
| 1989                                   | Turku                                  | 39 Mistrzostwa Europy Teamów           | Kobiety                                | France                                 | 3                                      |
| 1987                                   | Brighton                               | 38 Mistrzostwa Europy Teamów           | Kobiety                                | France                                 | 1                                      |
| 1985                                   | Salsomaggiore                          | 37 Mistrzostwa Europy Teamów           | Kobiety                                | France                                 | 1                                      |
| 1983                                   | Wiesbaden                              | 36 Mistrzostwa Europy Teamów           | Kobiety                                | France                                 | 1                                      |
| 1979                                   | Lozanna                                | 34 Mistrzostwa Europy Teamów           | Kobiety                                | France                                 | 9                                      |

| Zawody europejskie. Konkurencja par | Zawody europejskie. Konkurencja par | Zawody europejskie. Konkurencja par | Zawody europejskie. Konkurencja par | Zawody europejskie. Konkurencja par | Zawody europejskie. Konkurencja par |
| Rok                                 | Miejsce                             | Zawody                              | Kategoria                           | Partner                             | Pozycja                             |
| ----------------------------------- | ----------------------------------- | ----------------------------------- | ----------------------------------- | ----------------------------------- | ----------------------------------- |
| 2011                                | Poznań                              | 5. Otwarte Mistrzostwa Europy       | Kobiety                             | Bénédicte Cronier                   | 3                                   |
| 2009                                | San Remo                            | 4 Otwarte Mistrzostwa Europy        | Kobiety                             | Bénédicte Cronier                   | 4                                   |
| 2009                                | San Remo                            | 4 Otwarte Mistrzostwa Europy        | Miksty                              | Jean-Christophe Quantin             | 13                                  |
| 2007                                | Antalya                             | 3 Otwarte Mistrzostwa Europy        | Miksty                              | Alain Levy                          | 4                                   |
| 2005                                | Teneryfa                            | 2 Otwarte Mistrzostwa Europy        | Kobiety                             | Bénédicte Cronier                   | 6                                   |
| 2005                                | Teneryfa                            | 2 Otwarte Mistrzostwa Europy        | Mikst                               | Herve Mouiel                        | 2                                   |
| 2003                                | Mentona                             | 1 Otwarte Mistrzostwa Europy        | Kobiety                             | Bénédicte Cronier                   | 2                                   |
| 2002                                | Ostenda                             | 7 Mistrzostwa Europy Mikstów        | Mikst                               | Laurent Thuillez                    | 36                                  |
| 2000                                | Bellaria                            | 6 Mistrzostwa Europy Mikstów        | Mikst                               | Gerard Tissot                       | 452                                 |
| 1998                                | Akwizgran                           | 5 Mistrzostwa Europy Mikstów        | Mikst                               | Gerard Tissot                       | 23                                  |
| 1997                                | Haga                                | 9 Mistrzostwa Europy Par            | Open                                | Bénédicte Cronier                   | 9                                   |
| 1996                                | Monte Carlo                         | 4 Mistrzostwa Europy Mikstów        | Mikst                               | Herve Mouiel                        | 2                                   |
| 1994                                | Barcelona                           | 3 Mistrzostwa Europy Mikstów        | Miksty                              | Herve Mouiel                        | 360                                 |
| 1991                                | Killarney                           | 1 Mistrzostwa Europy Mikstów        | Kobiety                             | Véronique Bessis                    | 33                                  |
| 1990                                | Bordeaux                            | 1 Mistrzostwa Europy Mikstów        | Mikst                               | Herve Mouiel                        | 3                                   |
| 1989                                | Salsomaggiore                       | 5 Mistrzostwa Europy Par            | Open                                | Ginette Chevalley                   | 38                                  |
| 1989                                | Turku                               | 39 Mistrzostwa Europy Teamów        | Kobiety                             | Véronique Bessis                    | 15                                  |
| 1987                                | Brighton                            | 4 Mistrzostwa Europy Par            | Kobiety                             | Véronique Bessis                    | 22                                  |

## Klasyfikacja
- Sylvie Willard – klasyfikacja WBF (ang.)
- Sylvie Willard – klasyfikacja EBL (ang.)